# Zespół Lamberta-Eatona
Zespół Lamberta-Eatona (zespół Lamberta-Eatona-Rooke'a, ang. Lambert-Eaton myasthenic syndrome) – zespół paraneoplastyczny, spotykany najczęściej u chorych z rakiem drobnokomórkowym płuca, rzadziej w innych rakach (raku sutka, gruczołu krokowego, żołądka i jelita grubego), również w białaczkach i chłoniakach. W części przypadków nie udaje się stwierdzić współistniejącej choroby nowotworowej; przyjmuje się wtedy podłoże autoimmunologiczne choroby. W zespole występują przeciwciała przeciwko kanałom wapniowym zlokalizowanym w części presynaptycznej synapsy.
W diagnostyce różnicowej należy uwzględnić przede wszystkim miastenię. Różnicujący jest wywiad odnośnie do objawów podmiotowych pacjenta: chory czuje się gorzej rano niż wieczorem oraz niewielki wysiłek przynosi poprawę – inaczej niż w miastenii. Objawy oczne i opuszkowe są rzadkie. Charakterystyczna jest zgłaszana przez chorego suchość w ustach.
Objawy: nużliwość i osłabienie mięśni dosiebnych głównie w kończynach dolnych, zniesienie odruchów kolanowych i skokowych, objawy autonomiczne (zaburzenia potencji, hipotonia ortostatyczna, suchość w ustach, zaburzenia potliwości).
Zespół został opisany w 1956 roku we wspólnej pracy Lealdesa McKendree Eatona, Edwarda Howarda Lamberta i E. D. Rooke'a.